# Île du Lion (Stora)
L'île du lion est une île inhabitée de la mer Méditerranée à Stora en Algérie.

## Description
Située à 2 km au nord de Stora et à 200 m du rivage, cette île est un rocher triangulaire de 100 m de côté.
Elle est flanquée vers l'ouest d'un îlot rocheux sans nom.
À son nord-ouest, deux autres îlots rocheux bordent le rivage.
La superficie de l'île est d'environ 0,55 hectare.